# Kurtlar Vadisi Terör
 (avril 2025).
Kurtlar Vadisi Terör (La Vallée des Loups : Terreur) est une série télévisée turque sur le terrorisme, l'action et la politique, produite par Pana Film, dont le premier épisode a été diffusé le 8 février 2007, mais a ensuite été retiré de la diffusion.
La première série, intitulée Kurtlar Vadisi, traitait des activités de la mafia et des problèmes de l'État profond en Turquie.
Le premier épisode diffusé est arrivé en tête avec une note de 22,40.
La série, diffusée sur Show TV, a été retirée des ondes par RTÜK après son premier épisode en raison de critiques avant même sa diffusion et affirme avoir reçu des messages demandant des réactions pour ne pas la diffuser. Le deuxième épisode a été diffusé le 18 octobre 2007, 8 mois après que la série ait été retirée de l'antenne.